# James A. Lowell
Pour les articles homonymes, voir James Lowell et Lowell.
James A. Lowell (21 avril 1849-10 avril 1900) est un homme politique canadien de l'Ontario. Il est député fédéral libéral de la circonscription ontarienne de Welland à partir d'une élection partielle en 1892 jusqu'en 1896.

## Biographie
Domicilié à Niagara Falls en Ontario, Lowell remporte par acclamation l'élection partielle déclenché après l'appel contre l'élection de l'élu libéral précédent, William Manley German. Il ne parvient pas à être réélu en 1896 et s'incline devant le conservateur William McCleary.